# Kōji Satō (Politiker)
Kōji Satō (japanisch 佐藤 公治 Satō Kōji; * 28. Juli 1959 in der Stadt Mukaishima, Kreis Mitsugi (seit 2005 zur Stadt Onomichi), Präfektur Hiroshima) ist ein japanischer Politiker, Mitglied des Abgeordnetenhauses im Nationalparlament für den 5. Wahlkreis Hiroshima und ehemaliger Senator für Hiroshima. Bisherige Parteizugehörigkeiten Satōs waren Neue Fortschrittspartei (NFP)→Liberale Partei (LP)→Demokratische Partei (DP)→Kokumin no Seikatsu ga Daiichi→Nippon Mirai no Tō→Seikatsu no tō→Liberale Partei→Kibō no Tō→parteilos→Konstitutionell-Demokratische Partei (KDP). Er führt seit 2020 den Präfekturverband Hiroshima der KDP und außerdem die Regionalpartei/„politische Gruppierung“ kesshū Hiroshima (結集ひろしま, etwa „Sammlung Hiroshima“), die mehrfach Mitte-links-Kandidaten bei Nationalwahlen in Hiroshima unterstützt hat. 
Satō studierte Politik an der rechtswissenschaftlichen Fakultät der Keiō-Universität und wurde anschließend Mitarbeiter der Werbeagentur Dentsū. Später war er Sekretär für seinen Vater, den Unterhausabgeordneten (LDP→Shinseitō→NFP) und mehrfachen Minister Moriyoshi Satō. Nachdem dieser 1993 gestorben war, kandidierte Kōji Satō bei der nächsten Abgeordnetenhauswahl 1996, zugleich der ersten nach der Einführung der FPTP-Einmandatswahlkreise, als NFP-Kandidat im neuen Einmandatswahlkreis Hiroshima 6, zu dem auch sein Heimatlandkreis Mitsugi und die Stadt Onomichi gehörten. Er unterlag Shizuka Kamei (LDP). Kamei besiegte ihn auch bei den Wahlen 2000 und 2003, er gewann aber jeweils einen Sitz im Verhältniswahlblock Chūgoku, 2000 für die LP, 2003 für die DP. Bei der Postprivatisiserungswahl 2005, als Shizuka Kamei als einer der Wortführer der Postprivatisierungsgegner für die Neue Volkspartei (NVP) kandidierte und die LDP Takafumi Horie als „Attentäter“-Kandidaten in Hiroshima 6 unterstützte, landete Satō mit nur 25,6 % der Stimmen auf Platz 3 und verpasste mit dieser Niederlage auch eine Wiederwahl bei der Verhältniswahl.
Bei der Senatswahl 2007 kandidierte Satō in Hiroshima (Zweimandatswahlkeis) als einziger DP-Kandidat, nun mit Unterstützung von Kamei und der NVP, und war mit 43,9 % der Stimmen klar auf Platz 1 vor Kensei Mizote (LDP) und vier Wahlverlierern gewählt. Von 2010 bis 2011 saß er dem Senatsausschuss für Auswärtiges und Verteidigung vor. Gegen Ende der Regierungszeit der Demokratischen Partei stimmte Satō im Sommer 2012 gegen die unter Yoshihiko Noda zusammen mit Teilen der Opposition beschlossene Mehrwertsteuererhöhung, verließ die Partei und schloss sich der Kokumin no Seikatsu ga Daiichi von Ichirō Ozawa an. Für deren indirekten Nachfolger Seikatsu no Tō war er 2013 Generalsekretär der Senatsfraktion und bestritt schließlich die Wahl 2013, bei der er mit 12 % der Stimmen auf Platz 4 hinter Kandidaten der beiden großen Parteien und der Nippon Ishin no Kai abgewählt wurde.
Zur Abgeordnetenhauswahl 2017 versuchte Satō für die neue „Partei der Hoffnung“ erneut den Kammerwechsel und setzte sich im Wahlkreis Hiroshima 6 um die Nachfolge von Shizuka Kamei mit absoluter Mehrheit gegen Toshifumi Kojima (LDP) und einen KPJ-Kandidaten durch. 2021 verteidigte er den Sitz für die KDP knapp gegen Kojima, die KPJ hatte auf eine eigene Nominierung verzichtet. Nach der Neuordnung der Abgeordnetenhauswahlkreise 2022 wurde Satō als künftiger KDP-Kandidat im neuen Wahlkreis 5 festgelegt, der fortan die Stadt Onomichi umfasst. Er gewann bei der letztlich 2024 durchgeführten Abgeordnetenhauswahl mit 14 Punkten Vorsprung auf Kojima.